# Pierre Vaillant
Pierre Vaillant este unul din personajele romanului Toate pânzele sus! de Radu Tudoran care nu apare niciodată în acțiunea din timpul real al desfășurării romanului, ci doar în amintirile personajului Anton Lupan.

## Rolul personajului
În timpul studiilor de inginerie civilă din Franța, Anton Lupan se împrietenește cu francezul Pierre Vaillant, coleg de facultate, care era originar din localitatea bretonă Saint Malo, unde se desfășoară o bună parte a trecutului acțiunii romanului. În vacanțele din timpul studiilor universitare, pe care le petreceau la Saint Malo, cei doi prieteni studiau pe viu cum constructorii de nave bretoni ai anilor 1850 - 1860 realizau nave din lemn cu pânze.
După terminarea studiilor de inginerie, Pierre și Anton cumpără o goeletă, pe care o denumesc ''L'Esperance'' cu scopul declarat de a explora Țara de Foc, pentru a reface drumul celebrei Beagle⁠(en)[traduceți], cu care Charles Darwin explorase sudul Patagoniei. Conexiunea puternic afectivă a celor doi tineri ingineri cu explorarea lui Darwin era bunicul matern a lui Pierre, care fusese timonierul șef al expediției lui Darwin, cu nava Beagle.

## Visul comun
Această goeletă, redenumită L'Esperance, fusese o navă solidă, cu corpul confecționat din lemn de stejar, construită în anii 1850 la unul din șantierele navale din Saint-Malo (sau Saint Malo, dar Sant-Maloù în bretonă) din Bretania. După o carieră de circa 25 - 30 ani, goeleta fusese achiziționată de Anton Lupan și prietenul său breton, Pierre Vaillant, cu scopul declarat de a explora Țara de Foc. După recondiționarea vasului, cei doi prieteni decid să facă câteva croaziere de-a lungul Mării Mediterane pentru a strânge bani în vederea finanțării lungii călătorii peste Oceanul Atlantic.
Din motive organizatorice, Lupan și Vaillant se despart temporar, Vaillant rămânând cu goeleta și echipajul acesteia, după care Anton Lupan le pierde urma. După ani de zile de căutări și speranțe, în 1878, aflat în România, Anton Lupan descoperă epava goeletei L'Esperance eșuată pe o plajă părăsită din apropierea farului din Sulina.
Fidel visului comun de explorare a sudului Americii de Sud, Lupan caută oameni pentru ansamblarea unui echipaj de oameni cunoscuți și necunoscuți. Împreună cu echipajul pe care îl formează, Anton Lupan readuce goeleta la viață și o redenumește Speranța, continuând tot ceea ce el și al cu Pierre Vaillant visaseră, explorarea sudului Argentinei, zona numită Țara de Foc, trecând apoi în Oceanul Pacific prin strâmtoarea lui Magellan, ajungând eventual în Insulele Galapagos.
Ulterior, Anton Lupan ansamblează un echipaj românesc, recondiționează epava navei, a cărei cocă rămăsese în condiție excelentă și pornește a realiza expediția propusă de cei doi cu ani și ani în urmă.

## Apariție în film
În serialul de televiziune Toate pînzele sus (1976), rolul lui Pierre Vaillant a fost interpretat de Ion Dichiseanu.